# All Down the Line
«All Down the Line» — песня рок-группы the Rolling Stones, она была выпущена на их двойном альбоме Exile on Main St 1972 года. Изначально планировалось выпустить песню ведущим синглом с альбома, но в конечном итоге она была выпущена синглом на стороне «Б» песни «Happy».

## Процесс написания песни и выпуск
Песня была написана Миком Джаггером и Китом Ричардсом. «All Down the Line» самая что ни на есть электрическая рок песня, она открывает четвёртую сторону альбома Exile on Main St. Акустическая версия песни была записана в 1969 году во время ранних сессий для альбома Sticky Fingers. Запись песни проходила на Nellcôte (арендованной Китом Ричардсом вилле на юге Франции), а также на студии Sunset Sound Studios в Лос-Анджелесе.
На записи песни Джаггер исполняет основной вокал, бэк-вокал исполняют Кит Ричардс и Кэти Макдональд. Билл Уаймен играет на электрической бас-гитаре, в то время как Билл Пламмер исполняет партию на контрабасе. Мик Тейлор играет на электронной слайд-гитаре, Ричардс играет на электронной ритм-гитаре. Чарли Уоттс играет на барабанах, продюсер Джимми Миллер играет на маракасах. Бобби Кис и Джим Прайс играют на саксофоне, тубе и тромбоне, соответственно. Ники Хопкинс исполняет партию на пианино.
Известно, что the Rolling Stones дали демозапись песни «All Down the Line» радио-станции Лос-Анджелеса, чтобы они крутили её, пока группа разъезжала по трассам и слушала её по радио. Но самая большая причина успеха песни «All Down the Line» может быть почти постоянное её появление на турах группы с момента издания Exile on Main St.
После выпуска альбома Exile on Main St, Аллен Клейн подал в суд на the Rolling Stones за нарушение соглашения, так как песни «All Down the Line» и ещё 4 другие песни с альбома записывались в то время, когда у Джаггера и Ричардса ещё были заключены контракты с его компанией ABKCO. ABKCO приобрела право на публикацию песен, предоставив им долю роялти от альбома Exile on Main St., а также смогла опубликовать ещё один, раннее выпущенный альбом группы: More Hot Rocks (Big Hits & Fazed Cookies).

## Концертные выступления
The Rolling Stones исполняли песню «All Down the Line» на каждом своём туре с 1972 по 1981 год, песня также исполнялась на каждом туре группы, начиная с Voodoo Lounge Tour 1994—1995 годов.
Живые выступления группы в период с июня 1972 года по ноябрь 1981 года были включены в концертные фильмы Ladies and Gentlemen: The Rolling Stones and Let’s Spend the Night Together, соответственно. Концертная версия песни, записанная в мае 1995 года, появляется на стороне «Б» сингла «Like a Rolling Stone» (Live) для продвижения альбома Stripped. В 2006 году был записан концертный фильм Shine a Light, а также сопутствующий ему саундтрек. Несмотря на популярность песни «All Down the Line» на живых выступления, оно стало первым появлением песни на официальных живых альбомах группы. В марте 2016 года выступление песни было включено в качестве бонусного трека на альбоме Havana Moon, тем не менее она не появляется в одноимённом фильме.